# Polanka (rejon szeptycki)
Polanka (ukr.  Полянка), od 1951 Polana (ukr. Поляна)  – dawna wieś, obecnie na terenie Ukrainy, rejonu szeptyckiego obwodu lwowskiego. Leżała między Warężem a Leszczkowem, na wschód od kompleksu leśnego Kuziszczyna.
Do 2024 w rejonie czerwonogrodzkim.
W II Rzeczypospolitej od 1934 należała do zbiorowej wiejskiej gminy Waręż Miasto w powiecie sokalskim w woj. lwowskim. Po wojnie wieś weszła w skład powiatu hrubieszowskigo w woj. lubelskim jako jedna z 19 gromad gminy Waręż. W 1951 roku wieś wraz z mniejszą częścią gminy Waręż (którą równocześnie przekształcono w gminę Hulcze) została przyłączona do Związku Radzieckiego w ramach umowy o zamianie granic z 1951 roku.